# Debouttevillea marina
 (août 2019).
Genre
Espèce
Debouttevillea marina, unique représentant du genre Debouttevillea, est une espèce de collemboles de la famille des Sminthurididae.

## Distribution
Cette espèce se rencontre dans la zone intertidale à Singapour et en Malaisie.

## Description
Les mâles mesurent jusqu'à 0,5 mm et les femelles jusqu'à 0,7 mm.

## Étymologie
Ce genre est nommé en l'honneur de Claude Delamare Deboutteville.

## Publication originale
- Murphy, 1965 : Deboutevillea marina n. gen., n. sp., (Collembola, Sminthuridae) from the intertidal zone of Singapore. Bulletin of the National Museum Singapore, no 33, p. 31-34.